# گاوخانه
احتشامیه (اراک)، روستایی از توابع بخش مرکزی شهرستان اراک در استان مرکزی ایران است.

## جمعیت
این روستا در دهستان مشهد میقان قرار دارد و براساس سرشماری مرکز آمار ایران در سال ۱۳۹۵، جمعیت آن ۳۲۹۶ نفر (۸۳۰خانوار) بوده‌است.